# Dardo Sánchez
Dardo Sánchez Bruschi (25 de diciembre de 1936, Florida, Uruguay) es un ex ciclista uruguayo.

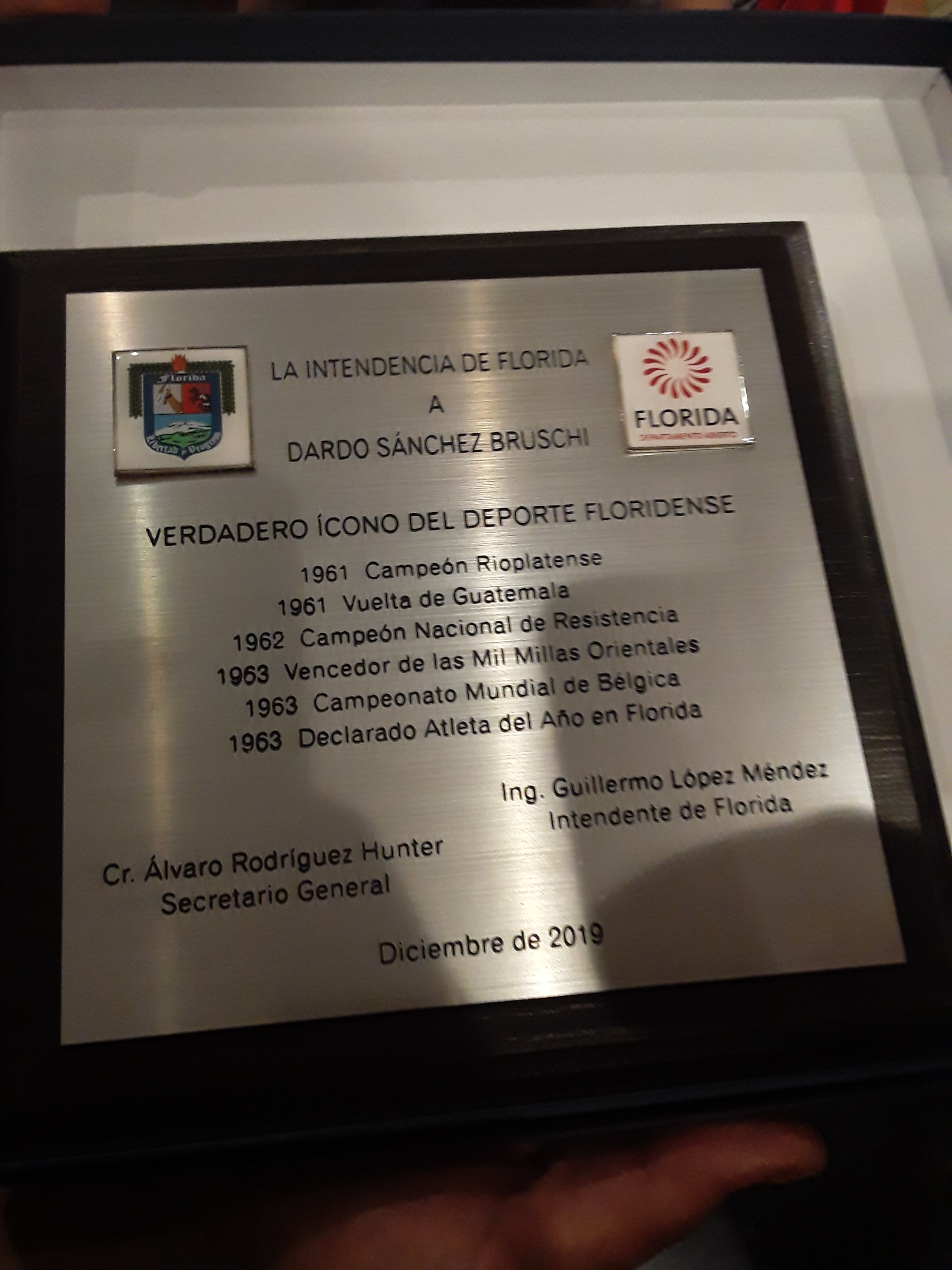
Placa reconocimiento por la trayectoria deportiva

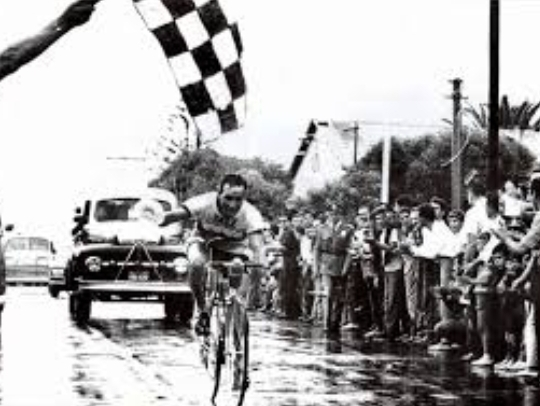
Dardo Sanchez luciendo la casaca del club Yalé de Florida

Ganó el Campeonato Rioplatense de Ciclismo en 1961, ese mismo año también participó en la Vuelta a Guatemala junto a René Pezzatti, Washington Alvez y  Walter Lladó. En 1962 fue campeón del Campeonato Nacional de Resistencia. En 1963 ganó las Mil Millas Orientales y fue tercero en la Vuelta Ciclista del Uruguay. Ese mismo año formó parte de la delegación uruguaya que corrió en el Campeonato Mundial de Bélgica. Fueron doscientos cincuenta competidores y Sánchez fue el único uruguayo que finalizó la carrera llegando en el puesto 51.
También en el año 1963 fue declarado atleta del año del departamento de Florida. Se retiró en 1964 con 27 años en pleno siendo el mejor ciclista uruguayo del momento y uno de los mejores de Sudamérica a causa de algunas irregularidades que se daban en el ciclismo.

### Vida personal
Actualmente tiene una empresa de lechería (tambo) de la cual vive junto a su esposa Margarita Martínez, con quien tuvo 5 hijos: Zulema Sánchez, Aldo Sánchez, Damián Sánchez, Macarena Sánchez y Andrés Sánchez.

## Palmarés
Ganó en su corta carrera más de 50 títulos, y logró hacerse de un reconocimiento a nivel Nacional e Internacional muy grande, destacando los siguientes:
Año 1963
- Mil Millas Orientales
- 3° en la Vuelta Ciclista del Uruguay
- Ganador del Campeonato Rioplatense de ciclismo
- Ganador del campeonato Nacional de Resistencia

- Segundo lugar en la Vuelta ciclista del Uruguay

Año 1964
- 1 etapa de la Vuelta Ciclista del Uruguay